# Arcangelo Madrignano
 (mai 2023).
Arcangelo Madrignano est un prélat catholique qui est évêque d'Avellino de 1516 à 1520.

## Biographie
Né dans le XVe siècle à Milan, il entra dans l’Ordre cistercien, et s’y distingua par son amour pour les lettres. Il fut nommé d’abord abbé de Casevalo, près de Milan, puis, en 1516, évêque d’Avellino, au royaume de Naples. Il consacra les dernières années de sa vie à l’administration de son diocèse, et mourut en 1520. Ses talents lui avaient mérité l’estime des littérateurs les plus distingués du duché de Milan, comme on le voit par les vers dont ils ont orné ses traductions. La première est intitulée Itinerarium Portugallensium e Lusitania in Indiam, et inde in Occidentem, et demum in Aquilonem, in-fol. de XI, 78 feuilles. L’épître dédicatoire est datée des calendes de juin 1508. Ce rare volume, dont la Bibliothèque nationale de France possède un exemplaire sur vélin, a été décrit par Camus : Mémoire sur la collection des grands et petits voyages, 342 ; et par Van Praet : Catalogue des vélins, t. 5, p. 150. Mais ces deux bibliographes ne s’accordent pas très-bien sur l’impression. C’est Milan, suivant Camus, et Paris, suivant Van Praet ; l’opinion de Camus paraît la mieux fondée. Madrignano n’a fait que mettre en latin la version italienne de Fracanzano da Montalboddo, et il l’annonce lui-même dans le titre : Ex vernaculo sermone trad. C’est donc à tort qu’on lui a reproché d’avoir, pour se donner une réputation d’habileté dans les langues, laissé penser qu’il avait fait sa traduction sur l’original portugais. La seconde version que l’on doit à Madrignano est celle du Voyage de Ludovico de Verthema. Elle est très-estimée. Simon Grynaeus l’a reproduite dans le Novus orbis.